# Georg Berndt
Georg Wilhelm Berndt (* 22. April 1880 in Grabow; † 2. Juli 1972 in Dresden) war ein deutscher Messtechniker, Physiker und Hochschullehrer.

## Leben
Georg Berndt war der Sohn eines Schlossermeisters. Er besuchte zunächst die Volksschule und dann von 1886 bis 1898 das Schiller-Realgymnasium in Stettin. Anschließend studierte er an der Universität Halle Mathematik und Physik. Im Jahre 1901 schloss er sein Studium mit der Promotion und der Prüfung für das höhere Lehramt ab. Er habilitierte sich zwei Jahre später an der Universität Breslau mit der Schrift Beiträge zur Kenntnis der Gasspektra als Physiker. 1904 wurde er Dozent für Physik am Friedrichs-Polytechnikum in Köthen. 1909 wurde er Professor des Physikalischen Instituts des Instituto Nacional del Profesorado Secundario in Buenos Aires. 
1913 kehrte er nach Deutschland zurück und arbeitete zunächst in Berlin für die Optische Anstalt C. P. Goerz, ab 1919 für die Werkzeugmaschinenfabrik Ludwig Loewe. Daneben lehrte er an der TH Berlin-Charlottenburg, ab 1922 als ao. Professor. Zu dieser Zeit galt er bereits als Spezialist auf dem Gebiet der Herstellung und Kontrolle von Messzeugen und der Normung.

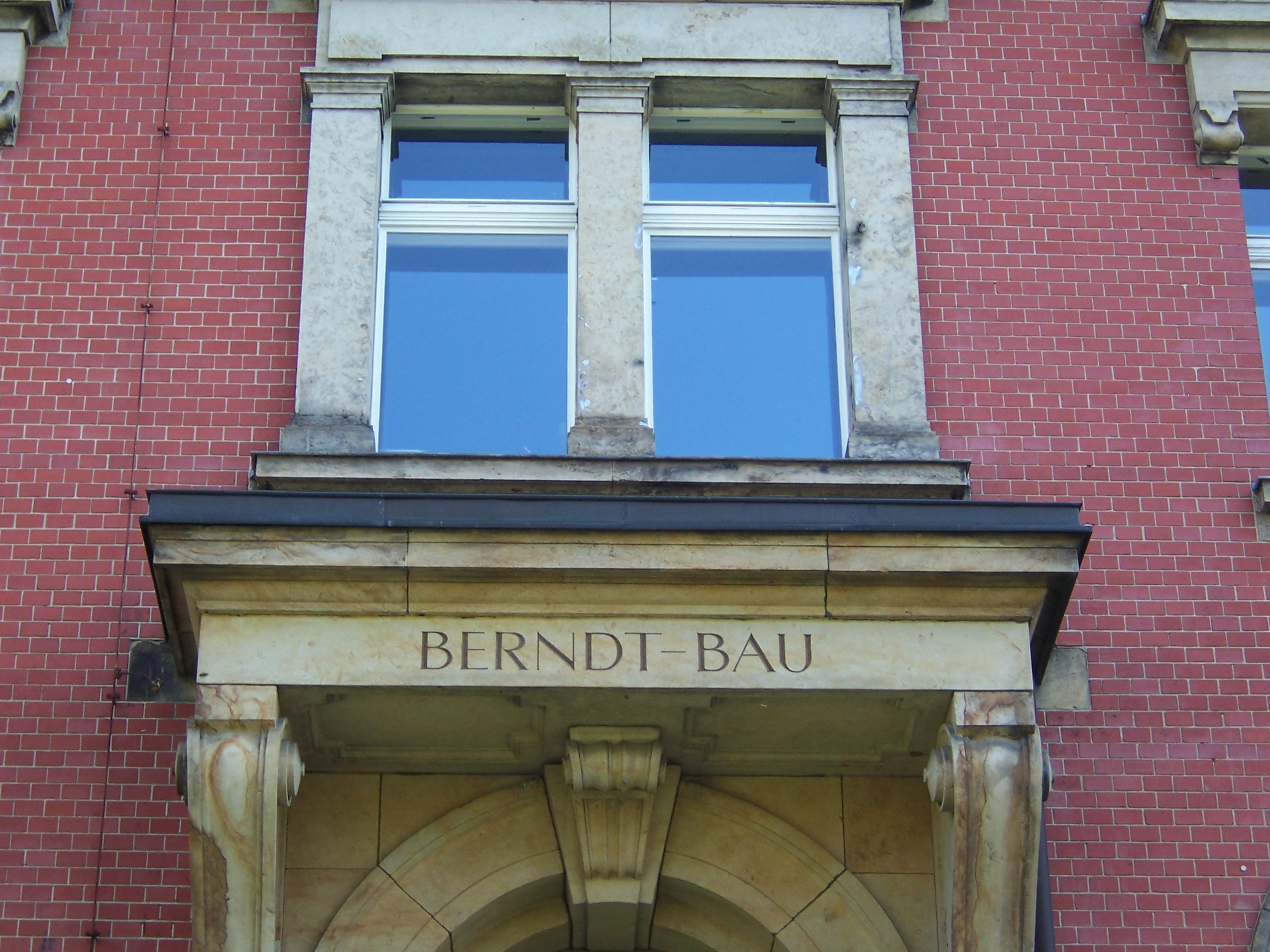
BERNDT-BAU der Technischen Universität Dresden

Im Jahr 1924 wurde er als planmäßiger ao. Professor für Messtechnik und wissenschaftliche Grundlagen des Austauschbaus an die TH Dresden berufen. Er errichtete das Institut für Messtechnik und wissenschaftliche Grundlagen des Austauschbaus. Dieses leitete er seit 1946 als ordentlicher Professor bis zu seiner Emeritierung im Jahre 1955. 
Seit 1919 war er Mitglied des Deutschen Normenausschusses. Er unterzeichnete im November 1933 das Bekenntnis der Professoren an den deutschen Universitäten und Hochschulen zu Adolf Hitler. 1942 wurde er für seine Arbeiten über Gewichtstoleranzen mit dem DIN-Ehrenring des Deutschen Normenausschusses ausgezeichnet.
Er engagierte sich nach 1945 aktiv für den Neuaufbau der teilzerstörten TH Dresden. Im Jahr 1953 wurde das Gebäude des Instituts für Messtechnik und wissenschaftliche Grundlagen des Austauschbaus offiziell in BERNDT-BAU umbenannt. Ebenfalls 1953 wurde ihm der Nationalpreis III. Klasse für Wissenschaft und Technik verliehen, 1960 der Ehrentitel Hervorragender Wissenschaftler des Volkes.
Georg Berndt starb 1972 in Dresden, sein Grab befindet sich auf dem dortigen Trinitatisfriedhof. Ein Teil des Nachlasses von Georg Berndt wird vom Archiv der TU Dresden verwaltet.
Auf Georg Berndt geht die „Goldene Regel der Feinmeßtechnik“ zurück. Sie besagt, dass „die Meßunsicherheit beim Nachprüfen einer Toleranz T nur ein Zehntel bis ein Fünftel von T betragen soll“. Berndt hatte diese Regel in den 1920er-Jahren als Faustformel aufgestellt und schließlich im Aufsatz Funktionstoleranz und Meßunsicherheit im Jahr 1968 wissenschaftlich untermauert.

## Schriften
Georg Berndt verfasste 16 wissenschaftliche Schriften und veröffentlichte 440 Artikel in Fachzeitschriften.
- Physikalisches Wörterbuch (1920)
- Radioaktive Leuchtfarben (1920)
- Elektrometer: unter besonderer Berücksichtigung der Konstruktionen für luftelektrische und radioaktive Messungen (1921)
- Hilfseinrichtungen für den Gebrauch von Elektrometern (1921)
- Grundlagen und Geräte technischer Längenmessungen (1921)
- Technische Winkelmessungen (1925)
- Zahnrad-Messungen (1925)
- Grundlagen der Prüfverfahren für gerade Zahnräder mit Evolventenverzahnung (1934)
- Grundlagen für die Messung von Stirnrädern mit gerader Evolventenverzahnung (1938)
- Messtechnik und wissenschaftliche Grundlagen des Austauschbaues (5 Bände, 1954)
- Die optische Messung von Außengewinden (1954)